# Andrea Palini
Andrea Palini (né le 16 juin 1989 à Gardone Val Trompia, en Lombardie) est un coureur cycliste italien.

## Biographie
Après avoir remporté le titre de champion d'Italie juniors sur route en 2007, Andrea Palini intègre en 2012 l'équipe continentale italienne Idea. Palini gagne son premier succès en professionnel en mars en remportant la première étape de la Semaine internationale Coppi et Bartali. En août, Palini domine Danilo Di Luca dans le sprint pour la deuxième place des Trois vallées varésines à un peu plus d'une minute du vainqueur, le Canadien David Veilleux. Quelques jours plus tard, il est également deuxième, cette fois sur le Gran Premio Industria e Commercio Artigianato Carnaghese, à une seconde de Diego Ulissi.
En 2013, il s'adjuge la deuxième étape de la Tropicale Amissa Bongo.
Palini est exclu du Tour de l'Utah 2014 au cours de la quatrième étape, une étape de montagne, pour s'être accroché à un véhicule alors qu'il avait été distancé durant la première montée du jour. En fin de saison, il gagne la cinquième étape du Tour de Hainan. Il  s'empare à cette occasion du maillot de leader de l'épreuve détenu par Julien Antomarchi mais le perd le lendemain au profit de Niccolò Bonifazio.
En 2015, il signe un contrat avec l'équipe Skydive Dubai qui devient par la suite Skydive Dubai-Al Ahli Club. En début de saison il remporte deux étapes du Tour d'Égypte et une de la Tropicale Amissa Bongo. À l'automne il empoche les deux premières étapes du Tour de Hainan.

## Palmarès
- 2007
  -  Champion d'Italie sur route juniors
  - Prologue du Tre Ciclistica Bresciana
  - 2e du Trophée de la ville d'Ivrée
- 2008
  - Coppa Ardigò
  - 2e du Circuito Guazzorese
  - 3e de Milan-Tortone
- 2009
  - Giro delle Tre Province
  - Trophée de la ville de Brescia
  - 2e de Milan-Busseto
  - 3e du Trofeo Papà Cervi
- 2010
  - Coppa Colli Briantei Internazionale
  - 2e du Trophée Visentini
  - 2e du Gran Premio San Gottardo
- 2011
  - Grand Prix de la ville de Valeggio
  - 2e de la Coppa Collecchio
  - 3e de la Coppa Fiera di Mercatale
  - 3e de la Medaglia d'Oro Fiera di Sommacampagna
  - 3e du Gran Premio Fiera del Riso
- 2012
  - 1re étape de la Semaine internationale Coppi et Bartali
  - 2e des Trois vallées varésines
  - 2e du Gran Premio Industria e Commercio Artigianato Carnaghese
- 2013
  - 2e étape de la Tropicale Amissa Bongo
- 2014
  - 5e étape du Tour de Hainan
- 2015
  - 2e et 4e étapes du Tour d'Égypte
  - 4e étape de la Tropicale Amissa Bongo
  - 1re et 2e étapes du Tour de Hainan
  - 4e étape du Sharjah International Cycling Tour
  - 2e (contre-la-montre par équipes) et 4e étapes du Jelajah Malaysia
  - 2e du Tour du lac Taihu
  - 2e du Sharjah International Cycling Tour
  - 2e du Jelajah Malaysia
  - 3e du Tour d'Égypte
  - 3e du Tour de La Rioja
  - 3e de l'UCI Asia Tour
- 2016
  - 1re et 2e étapes de la Tropicale Amissa Bongo
  - 2e étape du Tour de Langkawi
  - 1re étape du Sharjah International Cycling Tour (contre-la-montre par équipes)
  - 2e de la Tropicale Amissa Bongo
  - 2e de l'UAE Cup
- 2017
  - Prologue du Sibiu Cycling Tour

## Classements mondiaux
| Année           | 2009 | 2010 | 2011 | 2012 | 2013 | 2014 | 2015 |
| --------------- | ---- | ---- | ---- | ---- | ---- | ---- | ---- |
| UCI World Tour  |      |      |      |      | nc   | nc   |      |
| UCI Africa Tour |      |      |      |      |      |      | 29e  |
| UCI Asia Tour   |      |      |      |      |      |      | 3e   |
| UCI Europe Tour | 373e | nc   | 566e | 19e  |      |      | 424e |